# Quartier des artistes de Safed
 (novembre 2023).
La mise en forme du texte ne suit pas les recommandations de Wikipédia : il faut le « wikifier ».
Les points d'amélioration suivants sont les cas les plus fréquents. Le détail des points à revoir est peut-être précisé sur la page de discussion.
- Les titres sont pré-formatés par le logiciel. Ils ne sont ni en capitales, ni en gras.
- Le texte ne doit pas être écrit en capitales (les noms de famille non plus), ni en gras, ni en italique, ni en « petit »…
- Le gras n'est utilisé que pour surligner le titre de l'article dans l'introduction, une seule fois.
- L'italique est rarement utilisé : mots en langue étrangère, titres d'œuvres, noms de bateaux, etc.
- Les citations ne sont pas en italique mais en corps de texte normal. Elles sont entourées par des guillemets français : « et ».
- Les listes à puces sont à éviter, des paragraphes rédigés étant largement préférés. Les tableaux sont à réserver à la présentation de données structurées (résultats, etc.).
- Les appels de note de bas de page (petits chiffres en exposant, introduits par l'outil «  Source ») sont à placer entre la fin de phrase et le point final[comme ça].
- Les liens internes (vers d'autres articles de Wikipédia) sont à choisir avec parcimonie. Créez des liens vers des articles approfondissant le sujet. Les termes génériques sans rapport avec le sujet sont à éviter, ainsi que les répétitions de liens vers un même terme.
- Les liens externes sont à placer uniquement dans une section « Liens externes », à la fin de l'article. Ces liens sont à choisir avec parcimonie suivant les règles définies. Si un lien sert de source à l'article, son insertion dans le texte est à faire par les notes de bas de page.
- La présentation des références doit suivre les conventions bibliographiques. Il est recommandé d'utiliser les modèles {{Ouvrage}}, {{Chapitre}}, {{Article}}, {{Lien web}} et/ou {{Bibliographie}}. Le mode d'édition visuel peut mettre en forme automatiquement les références.
- Insérer une infobox (cadre d'informations à droite) n'est pas obligatoire pour parachever la mise en page.

Pour une aide détaillée, merci de consulter Aide:Wikification.
Si vous pensez que ces points ont été résolus, vous pouvez retirer ce bandeau et améliorer la mise en forme d'un autre article.
 (novembre 2023).

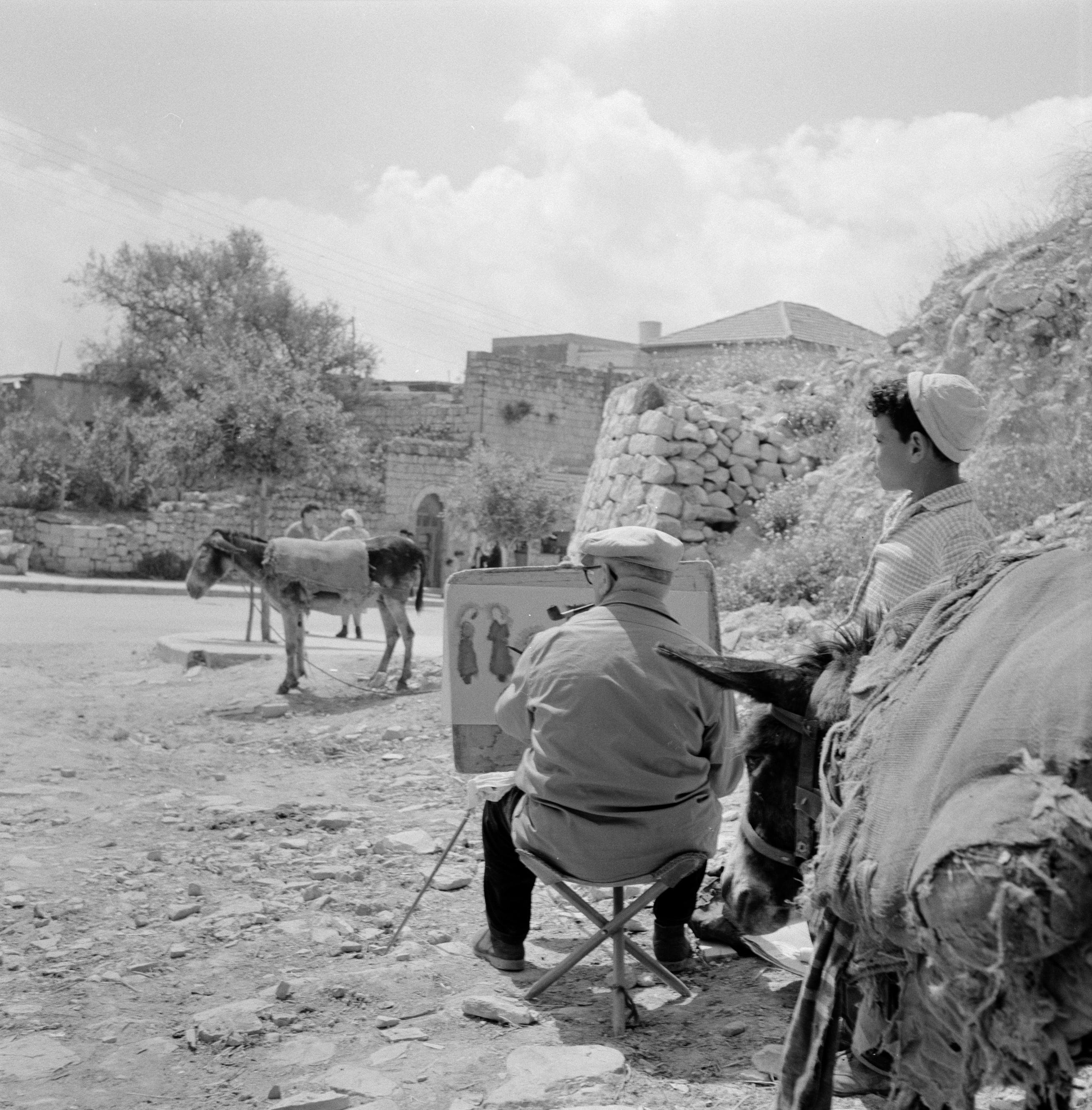
Un artiste peint à Safed

Le quartier des artistes de Safed, également connu sous le nom de colonie des artistes, a été fondé avec la libération de Safed lors de la guerre d'indépendance (1948-49). Avec l'encouragement de la municipalité de Safed, un groupe d'artistes a commencé à restaurer les ruines du quartier mamelouk de Harat al-Wata, à la frontière du quartier juif historique, pour construire des galeries et ouvrir des expositions. Cependant, les premiers artistes à s'installer à Safed sont arrivés plusieurs années auparavant. Alexandre Frenel a été le premier à découvrir l'aura artistique de Safed en 1920, suivi de Moshé Castel et Mordechai Levanon dans les années 1930.
Cela a attiré des dizaines d'autres artistes vers le quartier. Certains en ont fait leur domicile, tandis que d'autres y erraient, inspirés par l'esprit de la ville, ses paysages, ses bâtiments et ses personnages. Les ateliers de galerie et les expositions étaient une attraction touristique tout au long de la période prospère de Kriya dans les années 1950 et 1960. À ce jour, quelques galeries et musées subsistent.

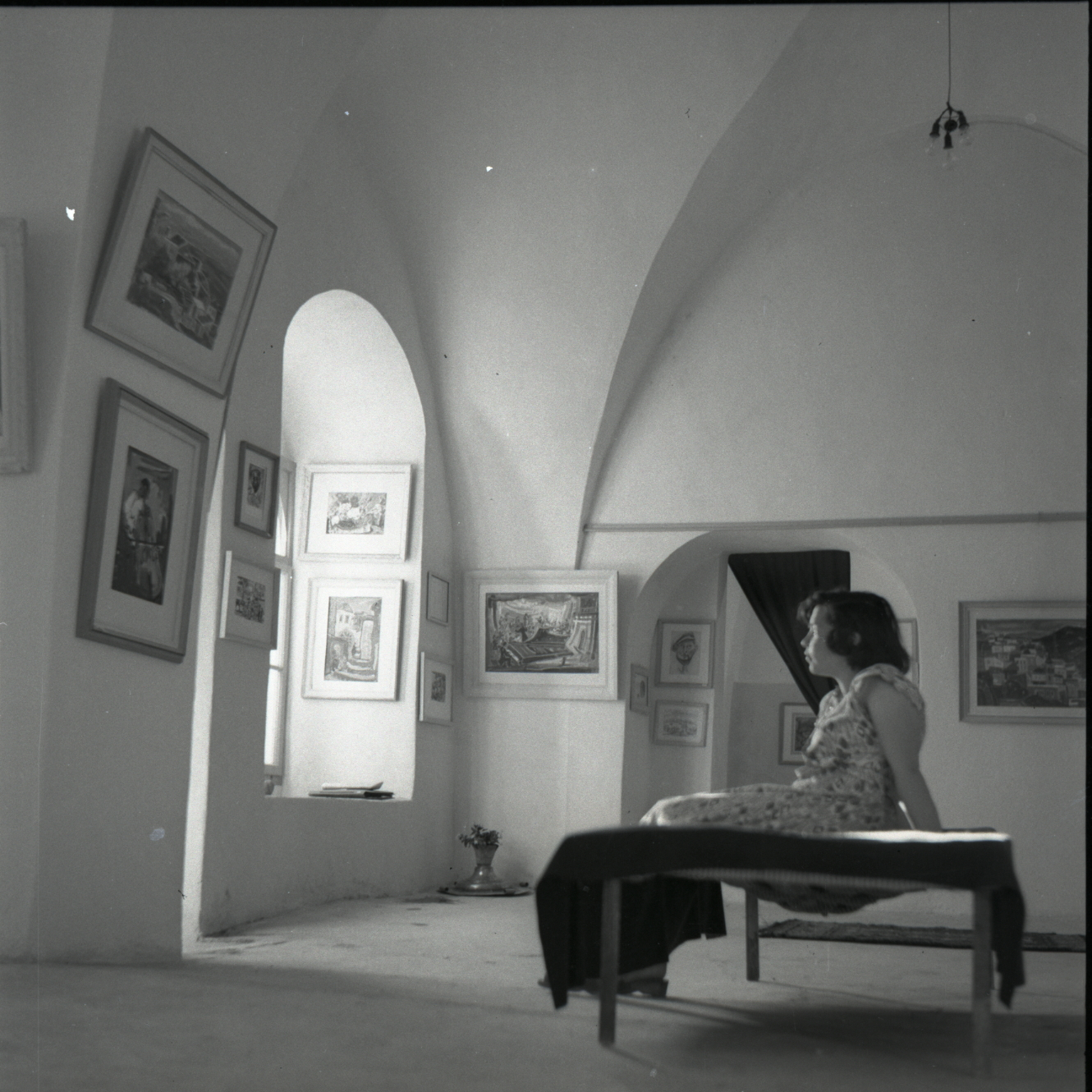
Femme regardant une sélection d'œuvres d'art, photographiée par Beno Rothenberg

L'aura mystique de Safed a invité un large éventail d'artistes israéliens issus de différents mouvements artistiques. Le mouvement artistique le plus notable à avoir adopté Safed fut le mouvement artistique de l’École juive de Paris dirigé par Isaac Frenkel des années 1920 aux années 1970.
À partir des années 1970 et au-delà, le quartier des artistes a connu un déclin de sa renommée. La génération fondatrice est décédée, certains artistes n'ont pas su s'adapter aux évolutions des modes artistiques et à la commercialisation de l'art. L'infrastructure négligée, le manque de soutien de l'État, ainsi que les changements démographiques - l'entrée d'une population ultra-orthodoxe dans le quartier des artistes - ont contribué à la poursuite du déclin du quartier.

## Formation

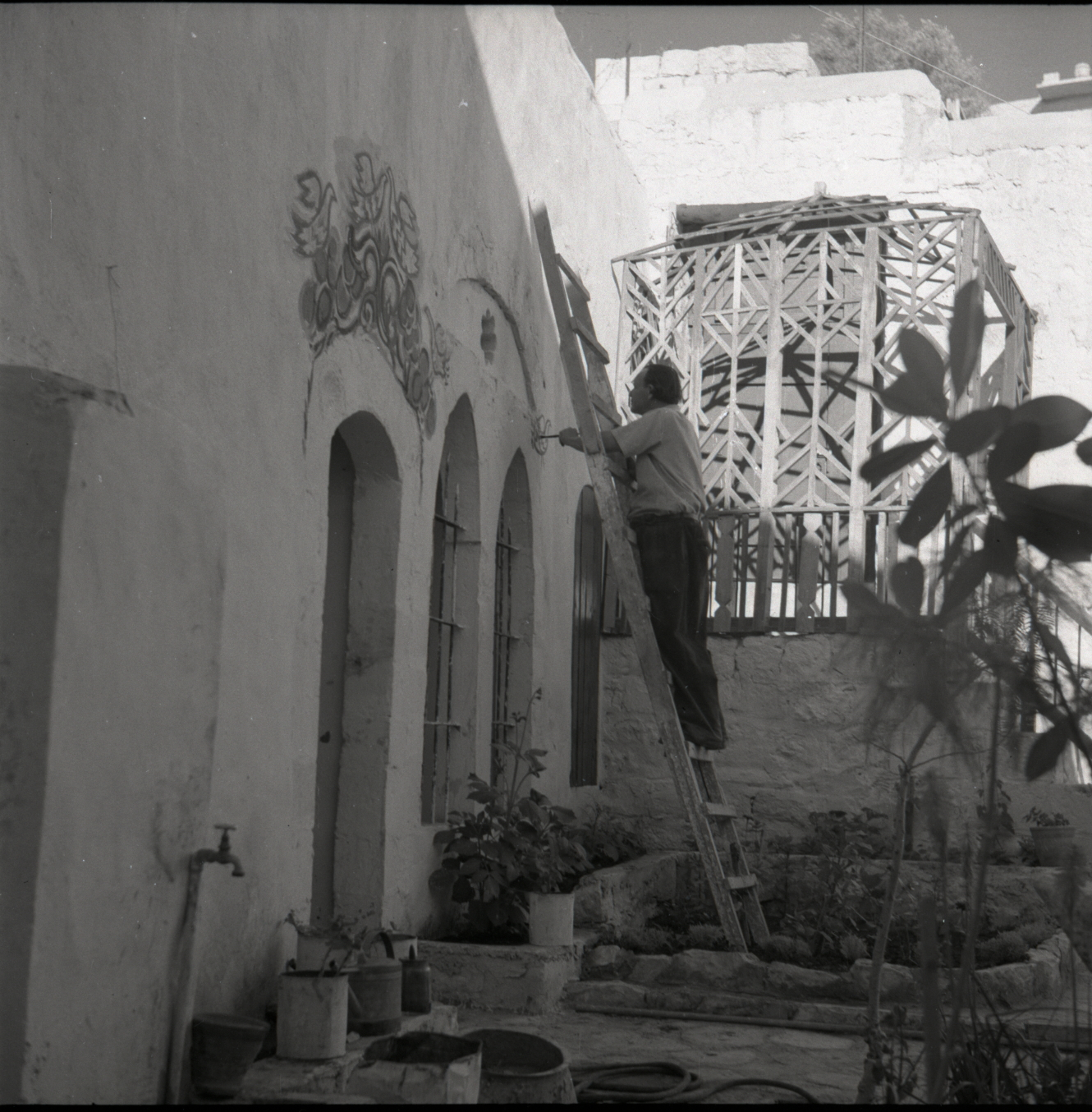
Isaac Frenkel peint une fresque chez lui, juillet 1952, photographiée par Benno Rothenberg

Avant la création de l'État, certains artistes avaient déjà commencé à s'installer à Safed. Isaac Frenkel, l'un des premiers peintres de Safed, a commencé à peindre la ville dans les années 1920 et s'est installé dans la ville dès 1934. En 1942, Frenkel a organisé la première exposition de peintures à Safed (le prix d'entrée était d'un seul sou). Frenkel a été l'un des fondateurs du quartier des artistes de Safed, bien qu'il ne se considérât pas comme faisant partie de la communauté artistique du quartier, créant ainsi une distance entre lui et les autres artistes. Les sept membres fondateurs du noyau d'artistes du quartier comprenaient Shimshon Holtzman, Aryeh Lerner et sa femme peintre Hanna Lerner, Aryeh Merzer, Isaac Frenkel, Moshé Castel et Menachem Shemi. Les artistes ont bénéficié du soutien et de l'encouragement du premier maire de Safed après les combats de Shuk en 1948, Moshe Padhzur.
En parallèle à la réception de la « Mosquée du Marché » pour l'ouverture de l'« Exposition Générale » où était présentée une sélection d'œuvres des artistes du quartier, l'« Association Kiryat HaOmanim » a été fondée. « Tous les artistes qui se sont installés à Safed en 1949 étaient de toute façon membres de l'Association des artistes de Tel Aviv, et c'est ainsi qu'un critère pour l'acceptation de nouveaux membres a été établi, exigeant que chaque candidat soit membre de l'association nationale des artistes comme condition de son acceptation. Une autre loi contraignante figure dans les statuts, exigeant que chaque membre des artistes du quartier possède une propriété dans les limites du quartier.

## Qualités artistiques de Safed
Pendant longtemps, Safed a attiré des artistes en raison de son attrait mystique et romantique. Safed était un creuset de thèmes variés pour l'artiste israélien. Il présentait une vision et une diversité de la vie juive traditionnelle, que ce soit les musiciens klezmer avec leurs costumes distinctifs et leurs instruments de musique juifs, les communautés séfarades ou ashkénazes, les communautés hassidiques, les synagogues célèbres telles que la synagogue Abuhav ou la synagogue HaAri. En raison de sa géographie, Safed présente une disposition montagneuse et une vue sur le mont Meron et les montagnes environnantes,. Tous ces éléments ont incité de nombreux artistes, majeurs et mineurs, à voyager et à vivre dans cette ancienne ville, reconnaissant le potentiel artistique qu'elle offre. Certains ont comparé l'activité artistique à Safed à celle du groupe de Barbizon en périphérie de Fontainebleau, qui attirait des peintres naturalistes et impressionnistes,.

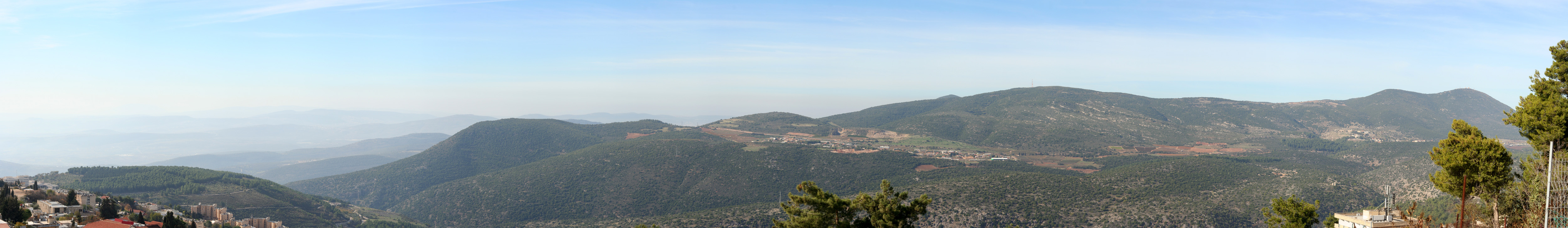
La crête du mont MéronMeron

Frenkel Frenel, Rolly Sheffer et d'autres artistes ont été fortement inspirés par les panoramas époustouflants et les vues que Safed leur offrait sur le mont Meron, quelque chose qui est très visible dans leur travail. Safed, l'une des quatre villes saintes du judaïsme, offrait un paysage émotionnel puissant à ces artistes qui la visitaient. Frenkel Frenel et d'autres, influencés par l'École de Paris, ont présenté les mystères de Safed avec les mouvements avant-gardistes auxquels ils adhéraient, peignant avec des couleurs qui reflètent le dynamisme et la spiritualité de la ville ancienne, décrivant les couchers de soleil ardents ou sereins sur le mont Meron. Les montagnes étaient peintes en violet, les cieux en rouge bruni. Marc Chagall se promenait dans les rues et peignait des portraits d'enfants religieux.

## L'École de Paris à Safed
L'École de Paris dans le Quartier des artistes de Safed des années 1950 et 1960 est présentée en 2014 au musée Hecht à Haïfa sous le commissariat de Sorin Heller. L'exposition examinait la connexion des artistes de Safed à l'École de Paris. Elle présentait une variété d'œuvres d'artistes majeurs qui ont travaillé dans cet endroit dans les années 1950 et 1960, racontant un chapitre unique de l'histoire de l'art israélien.
De nombreux artistes israéliens, fortement influencés par l'École de Paris, se sont installés à Safed, dont Rolly Schaffer, Shimshon Holzman, Mordechai Levanon, et d'autres. L'un des principaux praticiens de l'École de Paris, Alexandre Frenel, a également vécu et travaillé à Safed,,,.

## Autres mouvements artistiques
Plusieurs membres du mouvement Ofakim Hadashim se sont installés et ont travaillé à Safed. Parmi eux, on compte Moshe Castel, Avigdor Stematsky, Yechezkel Streichman, et d'autres,.

## Aujourd'hui

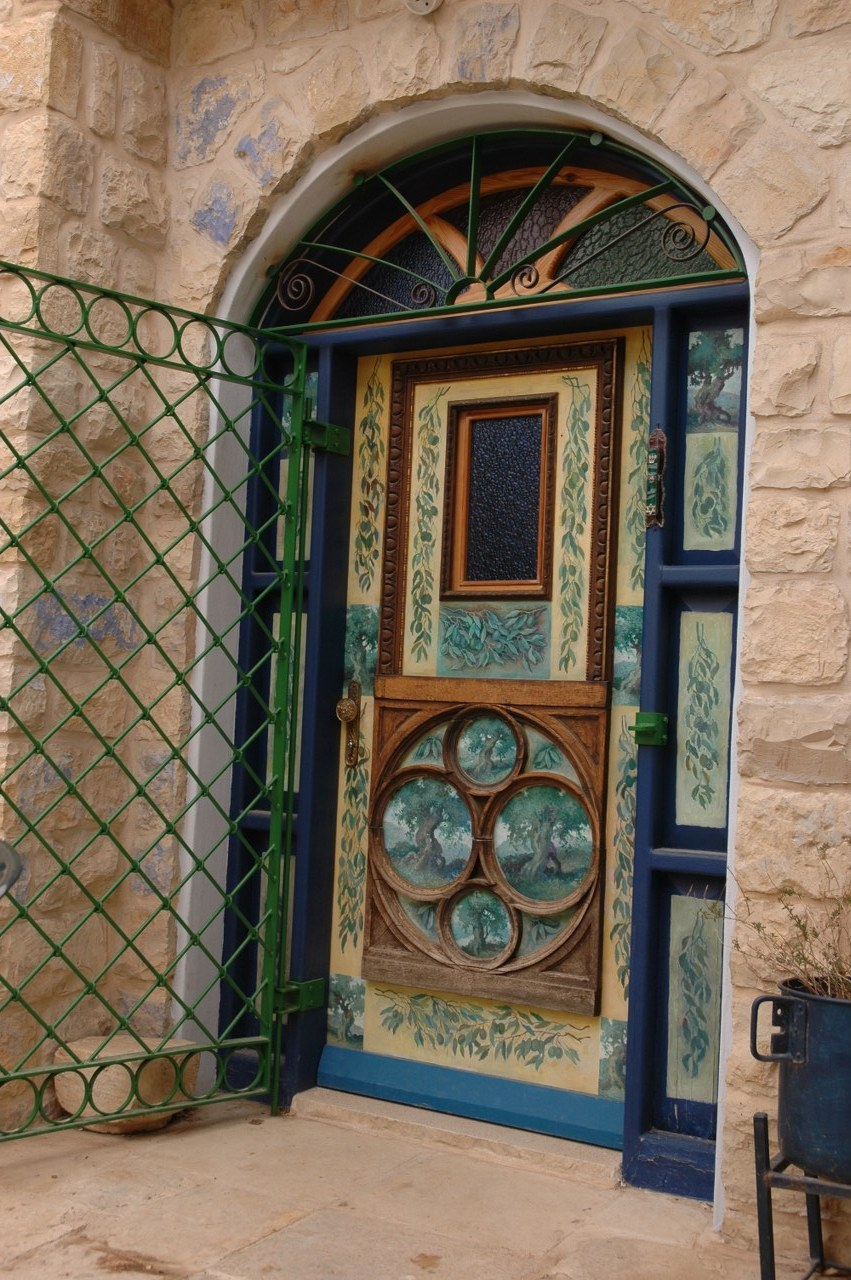
Porte de la galerie Beit Castel, Safed, réalisée par Yaacov Hadad et Rolly Schaffer

Bien que le quartier ne compte plus la population artistique impressionnante qu'il avait autrefois, il abrite toujours plusieurs lieux d'importance culturelle. Parmi eux, on trouve l'Exposition générale dans l'ancienne mosquée du quartier, le musée Frenkel Frenel, la galerie Beit Castel, l'École de musique orientale Makemat, et bien d'autres.